# Réserves de biosphère en Pologne
La Pologne possède 10 réserves de biosphère (en polonais : rezerwaty biosfery) reconnues par l'Unesco dans le cadre du programme sur l'homme et la biosphère.
Parmi ces réserves, quatre ont la particularité d'être transfrontières : les monts des Géants (Krkonose/Karkonosze) avec la République tchèque, les Tatras avec la Slovaquie,  les Carpates orientales avec la Slovaquie et l'Ukraine, et enfin la Polésie occidentale avec l'Ukraine et la Biélorussie.

## Liste
| #  | Réserve de biosphère                                                                                                  | Voïvodie                     | Année de reconnaissance | Surface totale (ha) | Illustration |
| -- | --- | ---------------------------- | ----------------------- | ------------------- | ------------ |
| 1  | Réserve de biosphère de Babia Góra                                                                                    | Petite-Pologne               | 1976                    | 11 829              |              |
| 2  | Réserve de biosphère de la forêt de Białowieża                                                                        | Podlachie                    | 1976                    | 10 502              |              |
|    | Réserve de biosphère des lacs masuriens                                                                               | Varmie-Mazurie               | 1976                    | 1 410               |              |
| 4  | Réserve de biosphère de Slowinski                                                                                     | Poméranie                    | 1976                    | 20 790              |              |
| 5  | Réserve de biosphère des monts des Géants (République tchèque/Pologne)                                                | Basse-Silésie                | 1992                    | 71 400              |              |
| 6  | Réserve de biosphère des Tatras (Slovaquie/Pologne)                                                                   | Petite-Pologne               | 1992                    | 134 448             |              |
| 7  | Réserve de biosphère des Carpates orientales (Slovaquie/Ukraine/Pologne)                                              | Basses-Carpates              | 1998                    | 208 076             |              |
| 8  | Réserve de biosphère de la forêt de Kampinos                                                                          | Mazovie                      | 2000                    | 76 232              |              |
| 9  | Réserve de biosphère de la forêt de Tuchola                                                                           | Poméranie Couïavie-Poméranie | 2010                    | 319 524,61          |              |
| 10 | Réserve de biosphère de Polésie occidentale partie polonaise : Parc national de Polésie (Ukraine/Biélorussie/Pologne) | Lublin                       | 2012                    | 263 016             |              |